# Peak Antifreeze & Motor Oil Indy 300 de 2008
O Peak Antifreeze & Motor Oil Indy 300 de 2008 foi a décima sétima corrida da temporada de 2008 da IndyCar Series. A corrida foi disputada no dia 7 de setembro no Chicagoland Speedway, localizado na cidade de Joliet, Illinois. O vencedor foi o brasileiro Helio Castroneves, da equipe Team Penske.

## Pilotos e Equipes
| Nº | Piloto            | Equipe                     | Chassis | Motor | Pneu |
| -- | ----------------- | -------------------------- | ------- | ----- | ---- |
| 2  | A. J. Foyt IV     | Vision Racing              | Dallara | Honda | F    |
| 3  | Hélio Castroneves | Team Penske                | Dallara | Honda | F    |
| 4  | Vitor Meira       | Panther Racing             | Dallara | Honda | F    |
| 5  | Oriol Servià (R)  | KV Racing Technology       | Dallara | Honda | F    |
| 6  | Ryan Briscoe      | Team Penske                | Dallara | Honda | F    |
| 7  | Danica Patrick    | Andretti-Green Racing      | Dallara | Honda | F    |
| 8  | Will Power (R)    | KV Racing Technology       | Dallara | Honda | F    |
| 9  | Scott Dixon       | Chip Ganassi Racing        | Dallara | Honda | F    |
| 10 | Dan Wheldon       | Chip Ganassi Racing        | Dallara | Honda | F    |
| 11 | Tony Kanaan       | Andretti-Green Racing      | Dallara | Honda | F    |
| 12 | Tomas Scheckter   | Luczo Dragon Racing        | Dallara | Honda | F    |
| 14 | Darren Manning    | A. J. Foyt Enterprises     | Dallara | Honda | F    |
| 15 | Buddy Rice        | Dreyer & Reinbold Racing   | Dallara | Honda | F    |
| 17 | Ryan Hunter-Reay  | Rahal Letterman Racing     | Dallara | Honda | F    |
| 18 | Bruno Junqueira   | Dale Coyne Racing          | Dallara | Honda | F    |
| 19 | Mario Moraes (R)  | Dale Coyne Racing          | Dallara | Honda | F    |
| 20 | Ed Carpenter      | Vision Racing              | Dallara | Honda | F    |
| 23 | Milka Duno        | Dreyer & Reinbold Racing   | Dallara | Honda | F    |
| 25 | Marty Roth        | Roth Racing                | Dallara | Honda | F    |
| 26 | Marco Andretti    | Andretti-Green Racing      | Dallara | Honda | F    |
| 27 | Hideki Mutoh (R)  | Andretti-Green Racing      | Dallara | Honda | F    |
| 33 | E. J. Viso (R)    | HVM Racing                 | Dallara | Honda | F    |
| 34 | Jaime Câmara (R)  | Conquest Racing            | Dallara | Honda | F    |
| 36 | Alex Tagliani     | Conquest Racing            | Dallara | Honda | F    |
| 41 | Franck Perera (R) | A. J. Foyt Enterprises     | Dallara | Honda | F    |
| 67 | Sarah Fisher      | Sarah Fisher Racing        | Dallara | Honda | F    |
| 02 | Justin Wilson (R) | Newman/Haas/Lanigan Racing | Dallara | Honda | F    |
| 06 | Graham Rahal (R)  | Newman/Haas/Lanigan Racing | Dallara | Honda | F    |

- (R) - Rookie

## Resultados

### Treino classificatório
| Treino classificatório - 6 de setembro | Treino classificatório - 6 de setembro | Treino classificatório - 6 de setembro | Treino classificatório - 6 de setembro | Treino classificatório - 6 de setembro | Treino classificatório - 6 de setembro | Treino classificatório - 6 de setembro | Treino classificatório - 6 de setembro | Treino classificatório - 6 de setembro |
| Pos                                    | Nº                                     | Piloto                                 | Equipe                                 | Volta 1                                | Volta 2                                | Volta 3                                | Volta 4                                | Tempo total                            |
| -------------------------------------- | -------------------------------------- | -------------------------------------- | -------------------------------------- | -------------------------------------- | -------------------------------------- | -------------------------------------- | -------------------------------------- | -------------------------------------- |
| 1                                      | 6                                      | Ryan Briscoe                           | Team Penske                            | 25.3565                                | 25.3718                                | 25.3579                                | 25.3328                                | 1:41.4190                              |
| 2                                      | 9                                      | Scott Dixon                            | Chip Ganassi Racing                    | 25.4328                                | 25.3903                                | 25.3692                                | 25.3512                                | 1:41.5435                              |
| 3                                      | 7                                      | Danica Patrick                         | Andretti-Green Racing                  | 25.4120                                | 25.3924                                | 25.3748                                | 25.3664                                | 1:41.5456                              |
| 4                                      | 11                                     | Tony Kanaan                            | Andretti-Green Racing                  | 25.4052                                | 25.4077                                | 25.4102                                | 25.4076                                | 1:41.6307                              |
| 5                                      | 26                                     | Marco Andretti                         | Andretti-Green Racing                  | 25.4551                                | 25.4531                                | 25.4292                                | 25.4369                                | 1:41.7743                              |
| 6                                      | 10                                     | Dan Wheldon                            | Chip Ganassi Racing                    | 25.4798                                | 25.4448                                | 25.4470                                | 25.4485                                | 1:41.8201                              |
| 7                                      | 12                                     | Tomas Scheckter                        | Luczo Dragon Racing                    | 25.4898                                | 25.4656                                | 25.4608                                | 25.4572                                | 1:41.8734                              |
| 8                                      | 4                                      | Vitor Meira                            | Panther Racing                         | 25.4634                                | 25.4727                                | 25.4832                                | 25.4819                                | 1:41.9012                              |
| 9                                      | 25                                     | Marty Roth                             | Roth Racing                            | 25.4851                                | 25.4782                                | 25.4678                                | 25.4712                                | 1:41.9023                              |
| 10                                     | 8                                      | Will Power (R)                         | KV Racing Technology                   | 25.5080                                | 25.5023                                | 25.5032                                | 25.4892                                | 1:42.0027                              |
| 11                                     | 27                                     | Hideki Mutoh (R)                       | Andretti-Green Racing                  | 25.5279                                | 25.5120                                | 25.5263                                | 25.5025                                | 1:42.0687                              |
| 12                                     | 5                                      | Oriol Servià (R)                       | KV Racing Technology                   | 25.4923                                | 25.5105                                | 25.5244                                | 25.5428                                | 1:42.0700                              |
| 13                                     | 20                                     | Ed Carpenter                           | Vision Racing                          | 25.6041                                | 25.5940                                | 25.5978                                | 25.5850                                | 1:42.3809                              |
| 14                                     | 06                                     | Graham Rahal (R)                       | Newman/Haas/Lanigan Racing             | 25.6555                                | 25.6112                                | 25.6256                                | 25.6166                                | 1:42.5089                              |
| 15                                     | 2                                      | A. J. Foyt IV                          | Vision Racing                          | 25.6528                                | 25.6366                                | 25.6322                                | 25.6056                                | 1:42.5272                              |
| 16                                     | 17                                     | Ryan Hunter-Reay                       | Rahal Letterman Racing                 | 25.6981                                | 25.6367                                | 25.6338                                | 25.5850                                | 1:42.5536                              |
| 17                                     | 34                                     | Jaime Câmara (R)                       | Conquest Racing                        | 25.6521                                | 25.6526                                | 25.6375                                | 25.6174                                | 1:42.5596                              |
| 18                                     | 67                                     | Sarah Fisher                           | Sarah Fisher Racing                    | 25.6671                                | 25.6542                                | 25.6201                                | 25.6316                                | 1:42.5730                              |
| 19                                     | 36                                     | Alex Tagliani                          | Conquest Racing                        | 25.7447                                | 25.6999                                | 25.6903                                | 25.6534                                | 1:42.7883                              |
| 20                                     | 23                                     | Milka Duno                             | Dreyer & Reinbold Racing               | 25.7046                                | 25.7073                                | 25.7046                                | 25.7133                                | 1:42.8298                              |
| 21                                     | 02                                     | Justin Wilson (R)                      | Newman/Haas/Lanigan Racing             | 25.7746                                | 25.7236                                | 25.6976                                | 25.6840                                | 1:42.8798                              |
| 22                                     | 15                                     | Buddy Rice                             | Dreyer & Reinbold Racing               | 25.7608                                | 25.7310                                | 25.7192                                | 25.7030                                | 1:42.9140                              |
| 23                                     | 14                                     | Darren Manning                         | A. J. Foyt Enterprises                 | 25.7616                                | 25.7684                                | 25.7545                                | 25.7632                                | 1:43.0477                              |
| 24                                     | 41                                     | Franck Perera (R)                      | A. J. Foyt Enterprises                 | 25.8434                                | 25.8200                                | 25.7675                                | 25.7532                                | 1:43.1841                              |
| 25                                     | 18                                     | Bruno Junqueira                        | Dale Coyne Racing                      | 25.8111                                | 25.8130                                | 25.8115                                | 25.7902                                | 1:43.2258                              |
| 26                                     | 33                                     | E. J. Viso (R)                         | HVM Racing                             | 25.8163                                | 25.8118                                | 25.8214                                | 25.7977                                | 1:43.2472                              |
| 27                                     | 19                                     | Mario Moraes (R)                       | Dale Coyne Racing                      | 25.8613                                | 25.8964                                | 25.8810                                | 25.8746                                | 1:43.5133                              |
| 28                                     | 3                                      | Hélio Castroneves                      | Team Penske                            | —                                      | —                                      | —                                      | —                                      | —[N1]                                  |
| Relatório[ligação inativa]             |                                        |                                        |                                        |                                        |                                        |                                        |                                        |                                        |

- (R) - Rookie

- N1. ↑ Hélio Castroneves que terminou na quarta posição no treino classificatório, , porém foi desclassificado pelos comissários por ter cruzado a linha branca que limita os boxes.[3]

### Corrida
| Corrida - 7 de setembro    | Corrida - 7 de setembro | Corrida - 7 de setembro | Corrida - 7 de setembro    | Corrida - 7 de setembro | Corrida - 7 de setembro | Corrida - 7 de setembro | Corrida - 7 de setembro | Corrida - 7 de setembro |
| Pos                        | Nº                      | Piloto                  | Equipe                     | Voltas                  | Tempo                   | Largada                 | Voltas na Liderança     | Pontos                  |
| -------------------------- | ----------------------- | ----------------------- | -------------------------- | ----------------------- | ----------------------- | ----------------------- | ----------------------- | ----------------------- |
| 1                          | 3                       | Hélio Castroneves       | Team Penske                | 200                     | 2:01:04.5907            | 28                      | 80                      | 53                      |
| 2                          | 9                       | Scott Dixon             | Chip Ganassi Racing        | 200                     | +0.0033                 | 2                       | 14                      | 40                      |
| 3                          | 6                       | Ryan Briscoe            | Team Penske                | 200                     | +0.0811                 | 1                       | 41                      | 35                      |
| 4                          | 11                      | Tony Kanaan             | Andretti-Green Racing      | 200                     | +0.6128                 | 4                       | 47                      | 32                      |
| 5                          | 8                       | Will Power (R)          | KV Racing Technology       | 200                     | +1.3613                 | 10                      | 0                       | 30                      |
| 6                          | 10                      | Dan Wheldon             | Chip Ganassi Racing        | 200                     | +1.8762                 | 6                       | 13                      | 28                      |
| 7                          | 14                      | Darren Manning          | A. J. Foyt Enterprises     | 200                     | +2.3257                 | 23                      | 0                       | 26                      |
| 8                          | 26                      | Marco Andretti          | Andretti-Green Racing      | 200                     | +2.4660                 | 5                       | 0                       | 24                      |
| 9                          | 17                      | Ryan Hunter-Reay        | Rahal Letterman Racing     | 200                     | +2.8026                 | 16                      | 0                       | 22                      |
| 10                         | 7                       | Danica Patrick          | Andretti-Green Racing      | 200                     | +2.9309                 | 3                       | 0                       | 20                      |
| 11                         | 02                      | Justin Wilson (R)       | Newman/Haas/Lanigan Racing | 200                     | +3.0251                 | 21                      | 0                       | 19                      |
| 12                         | 36                      | Alex Tagliani           | Conquest Racing            | 200                     | +4.2105                 | 19                      | 0                       | 18                      |
| 13                         | 2                       | A. J. Foyt IV           | Vision Racing              | 199                     | +1 volta                | 15                      | 0                       | 17                      |
| 14                         | 23                      | Milka Duno              | Dreyer & Reinbold Racing   | 199                     | +1 volta                | 20                      | 5                       | 16                      |
| 15                         | 41                      | Franck Perera (R)       | A. J. Foyt Enterprises     | 198                     | +2 voltas               | 24                      | 0                       | 15                      |
| 16                         | 25                      | Marty Roth              | Roth Racing                | 197                     | +3 voltas               | 9                       | 0                       | 14                      |
| 17                         | 5                       | Oriol Servià            | KV Racing Technology       | 196                     | +4 voltas               | 12                      | 0                       | 13                      |
| 18                         | 34                      | Jaime Câmara (R)        | Conquest Racing            | 187                     | +13 voltas              | 17                      | 0                       | 12                      |
| 19                         | 06                      | Graham Rahal (R)        | Newman/Haas/Lanigan Racing | 186                     | Contato                 | 14                      | 0                       | 12                      |
| 20                         | 18                      | Bruno Junqueira         | Dale Coyne Racing          | 184                     | +16 voltas              | 25                      | 0                       | 12                      |
| 21                         | 19                      | Mario Moraes (R)        | Dale Coyne Racing          | 181                     | Contato                 | 27                      | 0                       | 12                      |
| 22                         | 27                      | Hideki Mutoh (R)        | Andretti-Green Racing      | 177                     | +23 voltas              | 11                      | 0                       | 12                      |
| 23                         | 33                      | E. J. Viso (R)          | HVM Racing                 | 136                     | Contato                 | 26                      | 0                       | 12                      |
| 24                         | 67                      | Sarah Fisher            | Sarah Fisher Racing        | 116                     | Contato                 | 18                      | 0                       | 12                      |
| 25                         | 15                      | Buddy Rice              | Dreyer & Reinbold Racing   | 110                     | Contato                 | 22                      | 0                       | 10                      |
| 26                         | 12                      | Tomas Scheckter         | Luczo Dragon Racing        | 87                      | Mecânico                | 7                       | 0                       | 10                      |
| 27                         | 4                       | Vitor Meira             | Panther Racing             | 74                      | Contato                 | 8                       | 0                       | 10                      |
| 28                         | 20                      | Ed Carpenter            | Vision Racing              | 36                      | Contato                 | 13                      | 0                       | 10                      |
| Relatório[ligação inativa] |                         |                         |                            |                         |                         |                         |                         |                         |

- (R) - Rookie